# منظمة فود أنجل
منظمة فود إنجل (Food Angel - ملاك الطعام) هي منظمة إنقاذ غذائية في هونغ كونغ. تم إطلاقها في عام 2011 من قبل مؤسسة بو الخيرية Bo Charity Foundation بدعم من الجهات المانحة الغذائية المحلية والدولية والرعاة (داعمي المنظمة) و شركاء المنظمة الخيرية (بو).لدى Food Angel مكاتب مستقلة ومطابخ ومركز مجتمعي في Kowloon وجزيرة هونغ كونغ. يقوم هذا البرنامج بإنقاذ ما يقرب من 4000 كيلوغرام من الأغذية الفائضة الصالحة للأكل من الصناعات الغذائية يوميًا وإعادة توزيع حوالي 6000 علبة وجبة للمحرومين في المجتمع.

## الأهداف
تهدف Food Angel  إلى تقليل بقايا الطعام من المصدر، وتقليل الجوع، وتخفيف حدة الفقر، وتعليم الجيل القادم.و قد نشأت فكرة Food Angel من التخفيف من الضغط على مقالب النفايات في هونغ كونغ. عندما بدأت المنظمة في التطور، بدأت في التوسع لحل المشاكل الاجتماعية الأخرى المتعلقة بالأغذية مثل: الفقر.
في الوقت الحالي، لدى Food Angel أكثر من 150 شريكًا يعملون جنبًا إلى جنب للإسهام في تحسين مجتمعنا. اتصلت Food Angel أيضًا بعدد من المشاهير لدعم منظمتهم. يأملون أنه من خلال الترويج على نطاق واسع، يمكن أن يلفتوا انتباه المواطنين إلى هدر الطعام، فضلًا عن أهمية إعادة تدوير النفايات الغذائية التي يركزون عليها في الآونة الأخيرة. وفي نهاية المطاف، يأملون في أن يكون هناك نفايات أغذية أقل ويمكن بناء مجتمع متناغم حيث يتطوع الناس لتقديم يد المساعدة للأشخاص المحتاجين. إنهم لا يهدفون فقط إلى التقليل من هدر الطعام، ولكن أيضًا جعل الجميع في هونج كونج يتناولون 3 وجبات في اليوم.

## الخدمات التي تقدمها
تنقذ المنظمة فائض الطعام من أجل تخفيف الضغط على مقالب النفايات في هونغ كونغ. يجمع Food Angel فائض الطعام من الموردين والسوبر ماركت والسوق الرطبة وشركاء التبرعات خلال النهار والليل. يتلقى Food Angel التبرعات الغذائية، بما في ذلك الأغذية الطازجة، والأطعمة المعلبة / غير القابلة للتلف، والزيوت والتوابل، والأطعمة المطبوخة والأطعمة المجمدة / المثلجة، لإعداد صناديق الوجبات ثم توزيعها على الأشخاص المحتاجين مثل:  كبار السن والأسر ذات الدخل المنخفض التي لديها أطفال صغار والمشردين. يعتبر صندوق الوجبات الذي توفره Food Angel مناسبًا لكبار السن.
و بالإضافة إلى توزيع علب الوجبات في المركز، ستقوم Food Angel أيضًا بزيارة كبار السن وتقديم علب وجبات للمعاقين. يوفر Food Angel ورشات رعاية للمسنين، على سبيل المثال، فصول محو الأمية والأوبرا الصينية وأداء Erhu. وتتلقى الدعم من أكثر من 60 شركة ومنظمة

### Bread Angel ( ملاك الخبز )
يتم جمع منتجات المخابز غير المباعة من المخابز في وقت إغلاقها، ثم توزيعها على المستفيدين للاستهلاك في اليوم التالي.

### Corporate Angel ( ملاك الشركات )
والذي يهدف إلى دعم حملات Food Angel  «لا للهدر..لا للجوع» لجعل المتطوعين يشاركون في المسئوليات الاجتماعية. كما تقوم بتجميع التبرعات لصالح Food Angel والبرامج التي تقدمها.

### Green Angel ( ملاك الأخضر)
وهو برنامج يقدم أنشطة تربوية مدرسية تستمر لمدة عام دراسي، بما في ذلك Introductory Talk، وعرض للعرائس، والرسوم المتحركة، والدروس الخضراء، وورش عمل حول رفع مستوى الغذاء، ورحلات ميدانية، ومسابقات بين المدارس وبعضها وبين نظم مكافأة  Rewarding Scheme. يهدف Green Angel إلى تعليم جيل الشباب الاعتزاز ومعرفة قيمة الأغذية والحفاظ على الموارد الطبيعية على الأرض.

### Outreach Angel ( ملاك التوعية )
و يقوم بتوزيع علب الوجبات الساخنة المغذية المجانية، والحزم الغذائية غير القابلة للتلف، ورعاية المحبة للأفراد والمُسنين المحرومين الذين يعيشون في المنطقة الشرقية. كما يوفر outreach Angel خدمة التوصيل إلى المنازل والزيارات المنزلية المنتظمة للعازبين، المسنين الضعفاء جسديا أو المعاقين خمسة أيام في الأسبوع.

### Community Angel ( ملاك التواصل )
توفير خدمة مساعدة غذائية مجانية في منطقة شام شوي بو للمسنين الضعفاء والضعفاء الذين يبلغ عمرهم 65 عامًا أو أكثر.

## الجدول الزمني والأخبار
تم إنشاء Food Angel في عام 2011 ، وبدأت عدة حملات في هذه الأثناء.
وقد نشرت أكثر من جريدة مختلفة أخبارًا عن أنشطة Food Angel منذ عام 2012. معظمها يتعلق بإعطاء صندوق الغداء للأشخاص المحتاجين، على سبيل المثال، حاولوا تحويل فضلات الطعام إلى صندوق غداء، وتم تقديمه في العناوين الأساسية في عام 2015 ،1 نيسان.
وتم تقديم أحداث Canstruction Hong Kong الثلاثة في صحف مختلفة، مثل صحيفة Apple اليومية، اليومية اليومية، Skypost، إلخ في 2015.
|      | الوقت      | الحدث                                                                                                 |
| 2011 | شهر مارس   | تم تأسيس منظمة Food Angel                                                                             |
| 2012 | شهر يوليو  | تشاي وان المطبخ المركزي                                                                               |
| 2012 | شهر أغسطس  | الافتتاح الكبير لمطبخ Food Angel                                                                      |
| 2012 | شهر نوفمبر | أول مبنى للمنظمة بهونغ كونغ                                                                           |
| 2013 | شهر فبراير | برنامج التعليم المدرسي من Green Angel                                                                 |
| 2013 | شهر إبريل  | برنامج مسؤولية مجتمع الشركات من Corporate Angel                                                       |
| 2013 | شهر يونيو  | -توعية المجتمع وخدمة المساعدة الغذائية من Outreach Angel -برنامج الخبز الانقاذ التطوعي من Bread Angel |
| 2013 | شهر يوليو  | -حملة الغذاء للاحتفال بمرور 40 عامًا على Food Angel ، بارك ن شوب.                                      |
| 2013 | شهر سبتمبر | -يوم التوعية مع بارك ن شوب - شاو كي وان -مؤتمر صحفي 2013 للغولف                                       |
| 2013 | شهر أكتوبر | Food Angel's Canstruction Rice Bowl by BNY Mellon -Mission Hills Golf Event                           |
| 2013 | شهر ديسمبر | -شام شوي بو المطبخ المركزي -MCP X Food Angel - Dine and Give event                                    |
| 2014 | شهر فبراير | البناء الثاني في هونج كونج                                                                            |
| 2014 | شهر مارس   | الافتتاح الكبير لمطبخ كولون - Food Angel                                                              |
| 2014 | شهر أغسطس  | Food Angel x Maxim - Birthday Party                                                                   |
| 2015 | شهر أبريل  | البناء الثالث بهونغ كونغ                                                                              |